# تونیتا
تونیتا (نام علمی: Tunita) نام یک سرده از تیره تون‌ماهیان است.